# Semiothisa ectoleuca
Semiothisa ectoleuca là một loài bướm đêm trong họ Geometridae.